# Даниил (Пурцуклис)
Митрополи́т Дании́л (греч. Μητροπολίτης Δανιήλ, в миру Диони́сиос Пурцукли́с греч. Διονύσιος Πουρτσουκλής; род. 19 сентября 1952, Неа-Манолас) — епископ Элладской православной церкви, митрополит Кесарьянский, Виронский и Имиттский (с 2000).

## Биография
Родился 19 сентября 1952 года в Неа-Маноласе в номе Элида, в Греции.
С 1971 года учился в Высшей школе для духовенства в Афинах (Ανωτέρα Ιερατική Σχολή Αθηνών), а с 1973 года — в богословском институте Афинского университета, который окончил в 1977 году.
19 мая 1974 года в монастыре Зодоху Пигис (Ιερά Μονή Ζωοδόχου Πηγής Άνω Ξενιάς) в Алмиросе был пострижен в монашество с наречением имени Даниил и 29 декабря 1974 года митрополитом Димитриадским и Алмирским Христодулом (Параскеваидисом) был хиротонисан во иеродиакона. В 1978 году назначен проповедником Димитриадской митрополии.
11 марта 1979 года был хиротонисан во иеромонаха и занимал должность директора средней школы Димитриадской митрополии (1976—1984).
21 января 2000 года Священным синодом иерархии Элладской православной церкви (49 голосами из 72 присутствующих архиереев) был избран для рукоположения в сан митрополита Кесарьянского, Виронского и Имиттского и 22 января 2000 года в церкви Святого Харлампия в столичном районе Илисия был хиротонисан во епископа.